# Derell Washington
Derell Lacero Washington (Fort Knox, 24 luglio 1971) è un ex cestista statunitense, professionista in Europa e in Sudamerica.

## Palmarès
- Campione di Svizzera (2000)
- Copa Príncipe de Asturias: 1

Melilla: 2001